# Jingle Bells
«Jingle Bells» (укр. «Дзвін дзвіночків») — найвідоміша та найчастіше виконувана американська різдвяна пісня у світі. Написана Джеймсом Лордом П'єрпонтом (1822–1893) у 1857 році та вперше опублікована восени того ж року під назвою «The One Horse Open Sleigh» (укр. «Однокінні відкриті сани») та приурочена до американського національного свята Дня подяки. Пізніше пісня була пов'язана лише з Різдвяними і Новорічними святами та була перекладена майже всіма мовами світу. Протягом півтора століття композиція багаторазово переспівувалася різними виконавцями, а її текст постійно змінювався, однак особливу популярність здобула пісня у версії 1940-х років, яку вперше виконав Бінг Кросбі.

## Оригінальний текст пісні Джеймса П'єрпонта (1857)
1.Dashing thro' the snow,
In a one-horse open sleigh,
O'er the hills we go,
Laughing all the way
Bells on bobtail ring,
Making spirits bright,
Oh what sport to ride and sing
A sleighing song tonight.
Приспів:
Jingle bells, jingle bells,
Jingle all the way;
Oh! what joy it is to ride
In a one-horse open sleigh.
A day or two ago
I tho't I'd take a ride
And soon Miss Fannie Bright
Was seated by my side.
The horse was lean and lank
Misfortune seemed his lot
He got into a drifted bank
And we — we got upsot.
/приспів/
A day or two ago,
The story I must tell
I went out on the snow
And on my back I fell;
A gent was riding by
In a one-horse open sleigh,

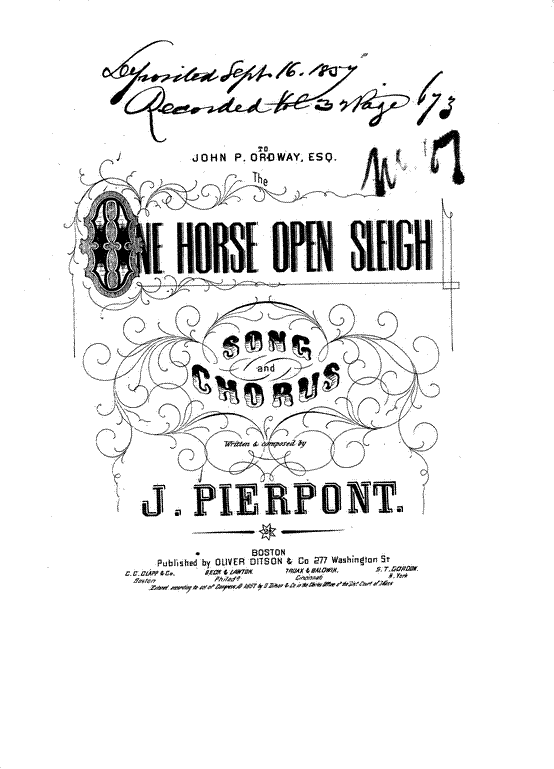
Титульна сторінка оригінального аранжування пісні «The One Horse Open Sleigh» (зберігається в бібліотеці Конгресу США)

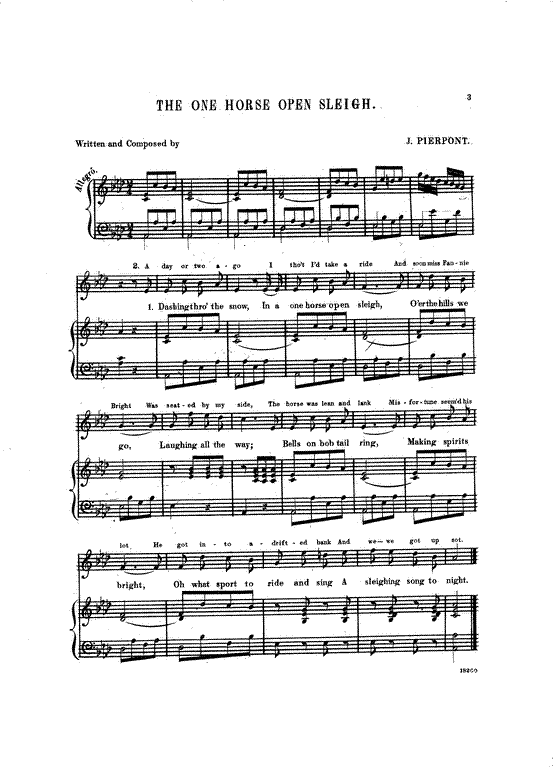
Перша сторінка оригінального аранжування пісні «The One Horse Open Sleigh» (зберігається в бібліотеці Конгресу США)

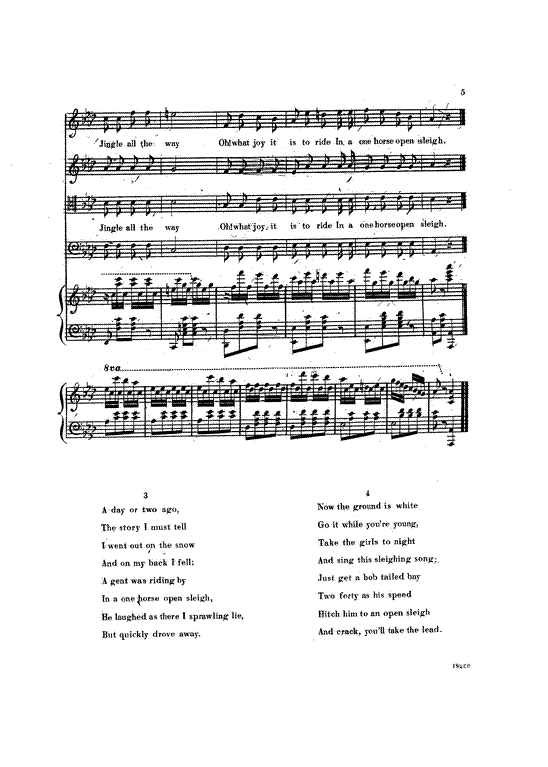
Третя сторінка оригінального аранжування пісні «The One Horse Open Sleigh» (зберігається в бібліотеці Конгресу США)

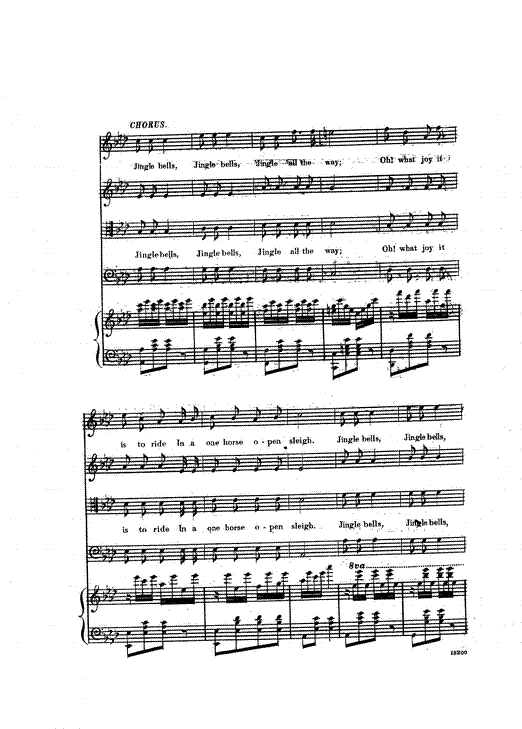
Друга сторінка оригінального аранжування пісні «The One Horse Open Sleigh» (зберігається в бібліотеці Конгресу США)

He laughed as there I sprawling lie,
But quickly drove away,
/приспів/
Now the ground is white
Go it while you're young,
Take the girls tonight
And sing this sleighing song;
Just get a bob-tailed bay
Two forty as his speed
Hitch him to an open sleigh
And crack, you'll take the lead.
/приспів/
</poem>
|
Сучасний текст пісні

Dashing through the snow

In a one-horse open sleigh

O’er the fields we go

Laughing all the way

Bells on bobtail ring

Making spirits bright

What fun it is to laugh and sing

A sleighing song tonight!

 Приспів:

 Jingle bells, jingle bells,

 Jingle all the way.

 Oh! what fun it is to ride

 In a one-horse open sleigh.

 Jingle bells, jingle bells,

 Jingle all the way;

 Oh! what fun it is to ride

 In a one-horse open sleigh.

A day or two ago

I thought I’d take a ride

And soon, Miss Fanny Bright

Was seated by my side,

The horse was lean and lank

Misfortune seemed his lot

He got into a drifted bank

And then we got upset.

 /приспів/

A day or two ago,

The story I must tell

I went out on the snow,

And on my back I fell;

A gent was riding by

In a one-horse open sleigh,

He laughed as there I sprawling lie,

But quickly drove away.

 /приспів/

Now the ground is white

Go it while you’re young,

Take the girls tonight

and sing this sleighing song;

Just get a bobtailed bay

Two forty as his speed

Hitch him to an open sleigh

And crack! you’ll take the lead.

 /приспів/
</poem>}}

## Версії перекладів і переспівів
| Літературний переклад пісні Олени Мігунової Білий сніг блищить, коник хутко мчить, Молодий наш сміх радісно звучить. Дзвоники дзвенять, серце веселять, Як гарно разом їхати і пісеньку співать. Приспів (2 рази): Передзвін, перездвін лине у полях, Ой як весело удвох мчати у санях. День чи два тому я запросив куму Бо що за радість їхати у санях одному. А шкапа як на гріх занесла просто в сніг, В замет обох нас скинула ото вже був нам сміх. /приспів (2 рази)/ Сьогодні ніч ясна, дзвінко пісенька луна, Гуляймо ж, друзі, весело, бо юність в нас одна! Я коника візьму, вівса йому сипну, І як у поле виїдем, - усіх пережену. | Літературний переклад пісні Федора Шандора Падає сніжок На мій чобіток Ми додому йдем Радість всім несем Миколая дзвін Радісно дзвенить Ця Різдвяна каз-ка Серце веселить. Ов! Приспів (2 рази): Дзвоники, дзвоники, дзвоники дзвенять Миколай на кониках привітав малят Свято вже прийшло Радість принесло Гілочка ялини Аромат свічок Вогники смішні Мерехтять усім Тато й мама вдома Свято ось таке, Ов! /приспів (2 рази)/ На моїм вікні Чисті чобітки Я листа пишу Миколаєві Хай прийде до нас Казку принесе І усій малечі Радісно буде, Ов! /приспів (2 рази)/ | Переспів Оксани Боровець. Срібно-білий сніг Вистеле поріг. Кличе у світи Серпантин доріг. За вікнами імла І в пошуках тепла По вулиці засніженій Іде-бреде зима. Приспів: Цілий день дзень-дзелень Дзвоники дзвенять. Ялинкові ліхтарі Казково мерехтять. Хей! Цілий день дзень-дзелень Ділі-дон-дін-дін. Зірка сяє і лунає Цей різдвяний дзвін. Миколай іде. Хор янголів веде. Вітер-сніговій У димар гуде. Ми зичимо усім Дорослим і малим У цю чарівну світлу ніч Знайти свій теплий дім. /Приспів/ Подарунків міх: Ласощі та сміх. Щастя і добра Вистачить на всіх. Дивися, на вікні Дерева крижані – Це Новий Рік летить до нас На білому коні. /Приспів/ <poem> |

## Виноски
1. ↑  Вперше виконувалася братами Приймаками у Національній філармонії України в середині 1990-х років
2. ↑  Вперше виконана гуртом Позичений час у грудні 2014 році
3. ↑  Пісня вперше виконана гуртом "Шпилясті кобзарі" у грудні 2015 р. Аранжування пісні для бандури здійснив український композитор та бандурист Ярослав Джусь.